# ایرنه وکی
ایرنه وکی (ایتالیایی: Irene Vecchi؛ زادهٔ ۱۰ ژوئن ۱۹۸۹) شمشیرباز اهل ایتالیا است.